# Vila Barrandovská 27
Vila Barrandovská 27 (Dřevostavba Kolowrat) byl ukázkový rodinný dům, který stál v Praze 5-Hlubočepích ve vilové čtvrti Barrandov v ulici Barrandovská. Byl zbořen roku 2009 a na jeho místě postaven nový rodinný dům.

## Historie
Dům postavený v letech 1937–1938 pro investora Jindřicha Kolowrat-Krakowského (1897–1996), majitele Západočeských dřevařských závodů, navrhl architekt Jan Houštecký. Jednalo se o pilotní stavbu takzvané „Dřevostavby Kolowrat“, která byla určena k nabízení průmyslníkům a obchodníkům.
Tato dřevostavba však měla omezenou životnost. Přes snahu ji zachránit došlo v dubnu 2009 k její demolici a na uvolněném místě byl v roce 2013 postaven nový rodinný dům.